# Holbeinhuis
Het Holbeinhuis is een kantoorgebouw aan de Coolsingel in Rotterdam, naar ontwerp van de gebroeders Kraaijvanger in 1951-1954 gebouwd voor het "Basler Transport Versicherungs Gesellschaft", een verzekeringsmaatschappij uit Bazel. Het gebouw staat tegenover het stadhuis op de hoek met het Stadhuisplein. Het is vernoemd naar de Duitse kunstschilder Hans Holbein de Jongere, die Erasmus vier keer portretteerde. Zijn oudst bekende werk zijn de 82 tekeningen die hij in 1514 maakte in de marges van de Lof der Zotheid.
De Rotterdamse Dienst Stadsontwikkeling en Wederopbouw keurde het ontwerp in november 1951 goed. Het pand heeft tien etages en de architectonische hoogte is 37,70 meter. In de periode 1954-1969 werden vele kantoren in het pand door Kraaijvanger ingericht, verbouwd en heringericht. De kunstenaar Eppo Doeve ontwierp een fries voor het café De Heinekenshoek in het gebouw, Nel Klaassen een plastiek in de Flamingo-bar. Het siersmeedwerk is van de hand van Karl Gellings.

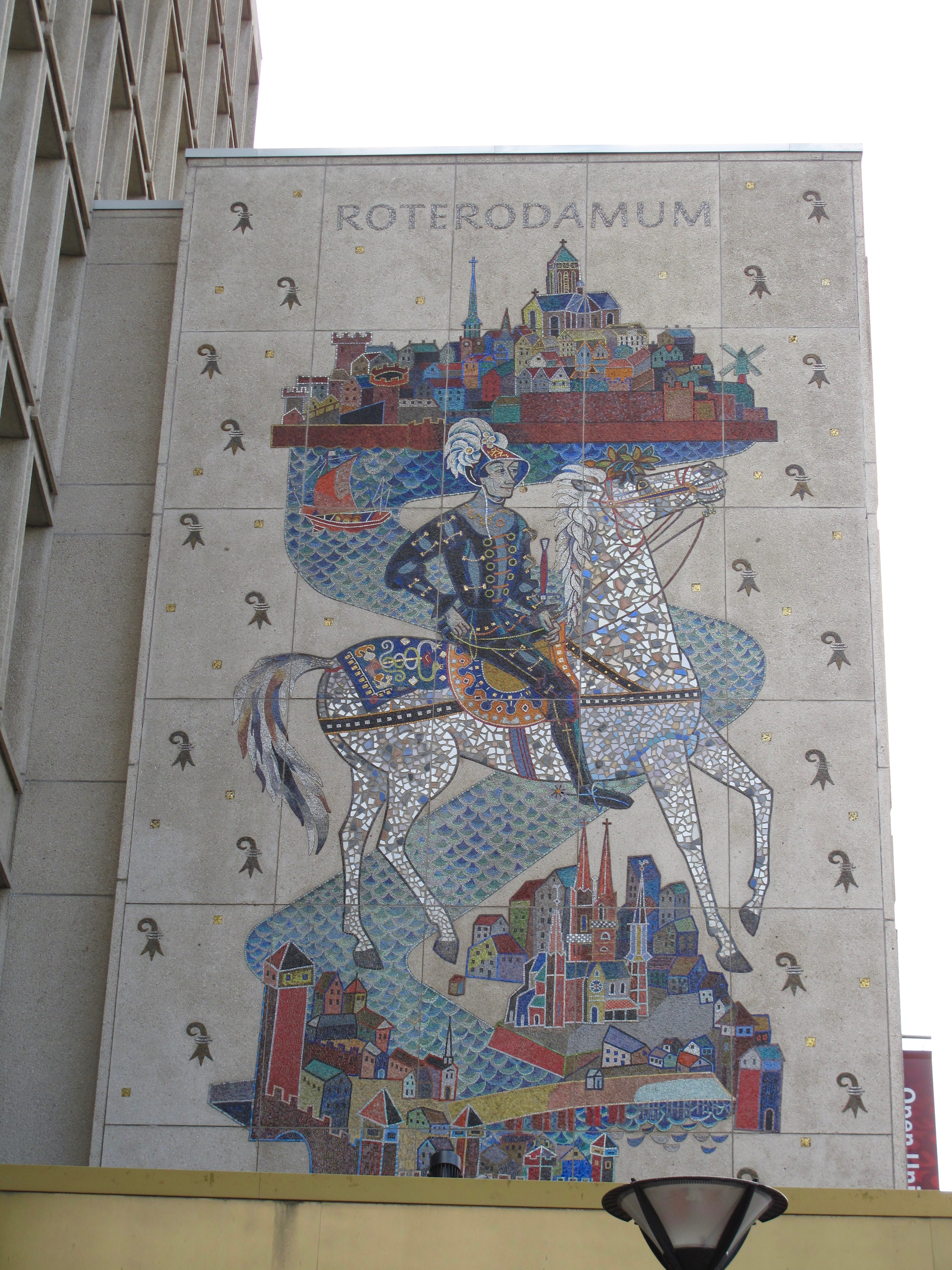
Mozaïek

Op de blinde zijgevel, aan de kant van het plein maar gericht op de Coolsingel, bevindt zich een groot mozaïek uit 1954 van Louis van Roode. Het stuk verbeeldt twee steden verbonden door de Rijn, bovenaan Erasmus' geboortestad "Roterodamum", onder zijn sterfplaats "Inclyta Basilea", waar hij lange tijd woonde en zijn belangrijkste werken uitgaf, en tussenin Erasmus te paard, zoals hij van Italië naar Engeland reisde toen het idee voor de Lof der Zotheid ontstond.